# Franz Komlósy

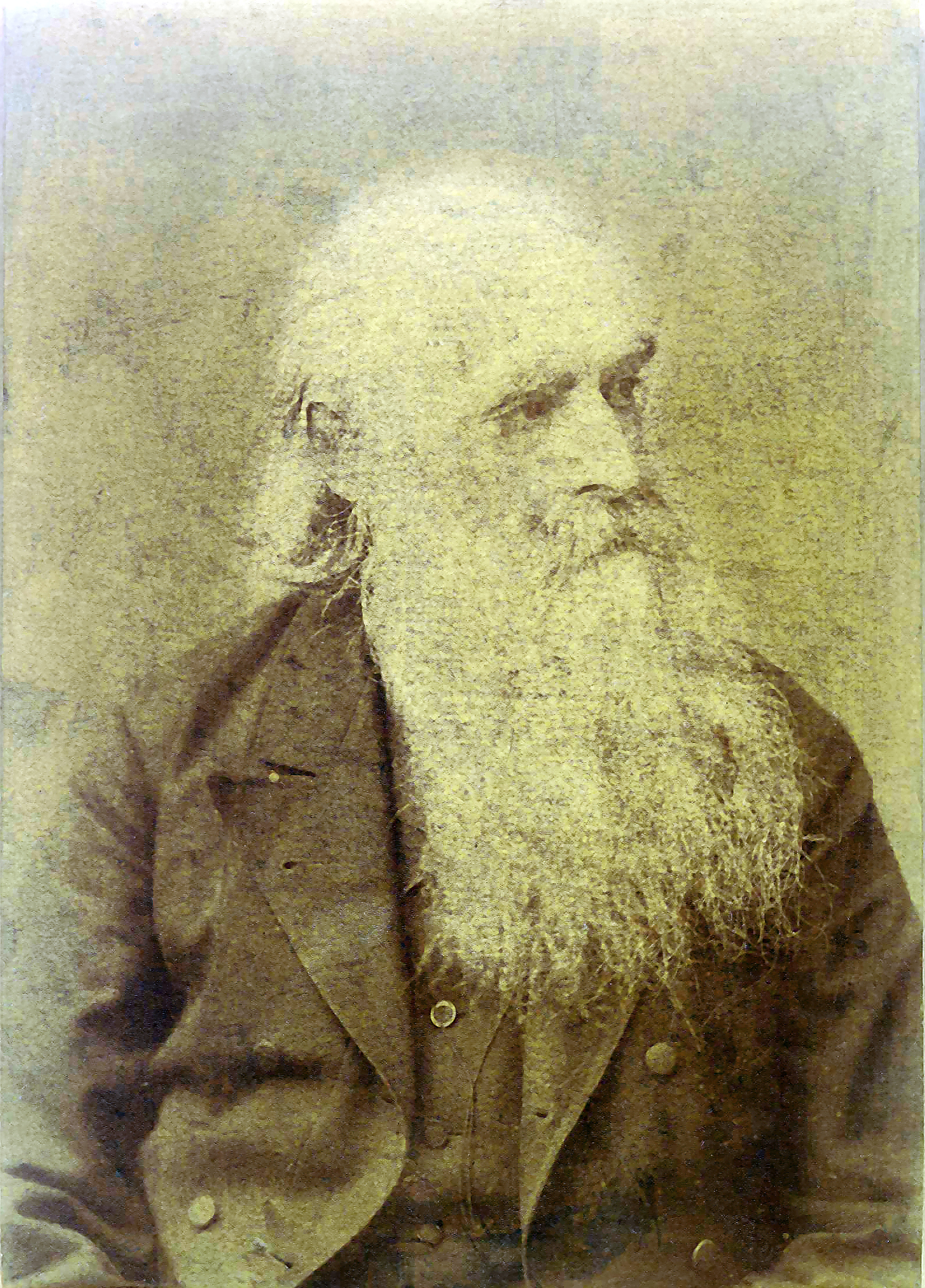
Franz Komlósy

Franz Komlósy (ungarisch Ferenc Komlóssy; * 17. Dezember 1817 in Temesvár; † 13. oder 14. Juli 1892 in Wien) war ein ungarischer Landschafts- und Blumenmaler.

## Leben
Komlósy wurde in eine alte ungarische Familie im Banat geboren. In Wien war er Privatschüler Waldmüllers, ab 1839 studierte er an der Akademie der bildenden Künste. Ab 1848 war er Mitglied des „Pester Kunstvereins“, er soll eine Vorläuferin der Postkarte erfunden haben, als er mit Friedrich Uhl die Gegend um Herkulesbad besuchte. Nach Angaben des Künstlerbiographen István Berkeszi veröffentlichte er später 18 Lithographien in Wien als ein Ergebnis dieser Reise, für die der Text von seinem Reisebegleiter verfasst wurde. Er lebte zeitweise in Temesvár und Prag, in den 1850er Jahren in Türkisch-Kanizsa. Ab 1861 leitete er eine Privatschule für Malerei in Temesvár.
Um 1865 übersiedelte er nach Wien. Komlósy war künstlerisch anerkannt, lebte jedoch in schwierigen materiellen Verhältnissen. Obwohl er überwiegend als Landschafts- und Blumenmaler betrachtet wird, seine Bilder der Rosen im Schönbrunner Park gelten als hervorragende botanische Studien, verdiente er seinen Lebensunterhalt vor allem mit dem Malen von Heiligenbildern und Porträts, von denen einige bis heute in Privatbesitz erhalten geblieben sind. Ab 1889 litt er unter einem psychischen Leiden, er starb 1892 und wurde am Wiener Zentralfriedhof begraben.
Komlósy war seit 1847 mit Johanna Catharina „Jenny“ Bousifet de Moricourt (1818–1909) verheiratet. Seine Tochter Irma sowie seine Söhne Franz (1857–1912) und Eduard (1862–1942) waren ebenfalls Maler.
Ein Teil seiner Werke befindet sich heute in der Abteilung für bildende Künste des Banater Nationalmuseums.